# Хуан Биньхун
Хуан Биньхун (кит. трад. 黃賓虹, упр. 黄宾虹, пиньинь Huáng Bīnhóng; 27 января 1865, Цзиньхуа, Чжэцзян, Империя Цин — 25 марта 1955, Ханчжоу, Чжэцзян, КНР) — китайский художник, журналист, педагог, писатель

, автор ряда книг по истории искусств.

## Биография
Родился 27 января 1865 года в Цзиньхуа провинции Чжэцзян Государства Великая Цин. Его предки произошли из уезда Шэсянь провинции Аньхой.
В детстве обучался резьбе, живописи. Начинал с копирования пейзажей классических китайских художников.
С 1907 по 1937 год жил в Шанхае. Первые 20 лет работал в газетах, был журналистом, редактором. Потом был принят профессором в Школу искусств Шанхая.
В 1937 году переехал в Пекин. Работал профессором Колледжа искусств Пекина.
В 1948 году вернулся в родную провинцию в город Ханчжоу, где стал профессором Национальной академии искусств.
В последние годы жизни стал заместителем председателя Восточно-Китайского отделения Союза китайских художников.
Ушел из жизни 25 марта 1955 года в Ханчжоу, где и похоронен.

## Память о Хуан Биньхуне
В Ханчжоу в 1999 году открыт Художественный музей имени Хуан Биньхуна.